# والحبل الثلاثي
والحبل الثلاثي (بالإنجليزية: And a Threefold Cord)‏ هي رواية كتبها الروائي الجنوب أفريقي أليكس لا غوما عام 1964. هي ثاني رواية كتبها لا غوما، ولم تتم مراجعتها بشكل مكثف من قبل النقاد. تدور أحداث الرواية في كيب فلاتس، وهي منطقة فقيرة بالقرب من كيب تاون.
تتحدث الرواية عن بطلاً عاطلاً عن العمل، يستكشف بشكل موضوعي فرصة التضامن بين الشعوب المضطهدة في الأبارتايد (نظام الفصل العنصري)، مما يجعل الكتاب نقدًا للفصل العنصري في جنوب إفريقيا. يسلط العديد من النقاد الضوء على التاريخ الاجتماعي الفعال والتعليق الاجتماعي للرواي: الرواية تمثل الرواية الظروف الاقتصادية الحقيقية لكيب الغربية خلال الستينيات، حيث أثر نقص المساكن على عدد من العمال النازحين. يؤكد نقاد آخرون على الصور القوية والكتابة التي تجعل الرواية جذابة.
كتب لا غوما الرواية أثناء اعتقاله في شارع رويلاند، كتب بين عامي 1962 و1963. كانت الرواية الوحيدة التي كتبها لا غوما والتي لم تظهر في سلسلة الكتاب الأفارقة ذات التأثير الكبير التي نشرت فيهينمان. تم نشر الطبعة الأولى من الرواية بواسطة كتب البجار السبع في برلين الشرقية. أصدرت الطبعة الثانية بواسطة كتب كليبتاون في عام 1988.